# Ryszard Stadniuk

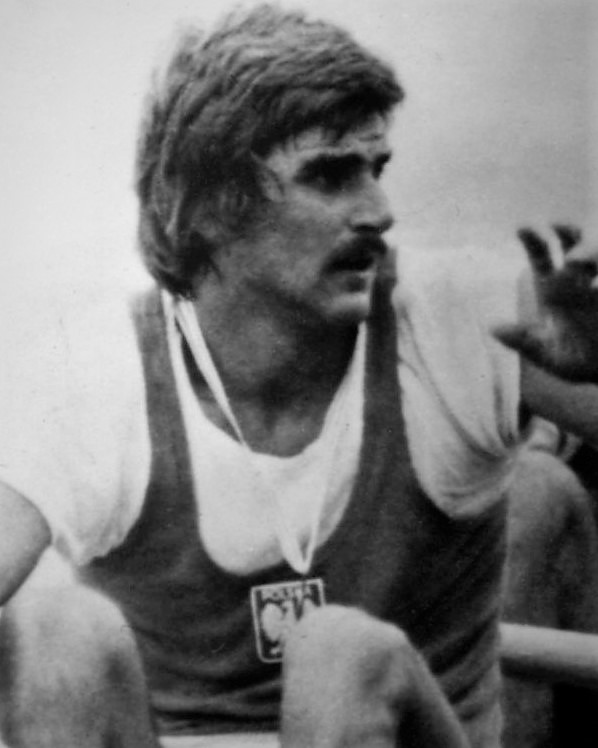
Ryszard Stadniuk (1975)

Ryszard Tadeusz Stadniuk (* 27. Oktober 1951 in Stettin) ist ein ehemaliger polnischer Ruderer. Er gewann 1980 die olympische Bronzemedaille im Vierer mit Steuermann.

## Karriere
Der 1,97 m große Ryszard Stadniuk trat bei den Weltmeisterschaften 1975 in Nottingham zusammen mit Grzegorz Stellak und Steuermann Ryszard Kubiak im Zweier mit Steuermann an. Mit über drei Sekunden Rückstand auf den siegreichen Zweier aus der DDR gewannen die Polen die Silbermedaille. Im Jahr darauf belegten die drei Polen den sechsten Platz bei den Olympischen Spielen in Montreal. Ebenfalls Sechste wurden sie bei den Weltmeisterschaften 1977.
Bei den Weltmeisterschaften 1979 gehörten Stellak und Stadniuk zum polnischen Vierer mit Steuermann, der den zehnten Platz belegte. Im Jahr darauf bildeten Grzegorz Stellak, Adam Tomasiak, Grzegorz Nowak, Ryszard Stadniuk und Ryszard Kubiak den Vierer mit Steuermann. Bei den Olympischen Spielen 1980 in Moskau belegten die Polen im Vorlauf den zweiten Platz hinter dem Vierer aus der DDR, ihren Hoffnungslauf gewannen die Polen vor dem Boot aus der Schweiz. Im Finale setzten sich die Boote aus der DDR und der Sowjetunion früh ab, im Ziel lagen die Deutschen deutlich vorn. Hinter dem sowjetischen Vierer erreichten die Polen das Ziel vor den Spaniern. Die Mitglieder der polnischen Crew traten auch im Achter an. Nachdem sie sich nicht für das A-Finale qualifiziert hatten, traten sie zum B-Finale nicht mehr an.
Die Bronzemedaillengewinner von 1980 starteten auch bei den Weltmeisterschaften 1981 und erreichten den achten Platz. Zwei Jahre später belegte Ryszard Stadniuk den neunten Platz im Zweier mit Steuermann bei den Weltmeisterschaften 1983.
Ryszard Stadniuk ruderte für den Verein Czarnych Szczecin.